# Zavrh nad Dobrno
Zavrh nad Dobrno je naselje v Občini Dobrna.

## Prebivalstvo
Etnična sestava 1991:
- Slovenci: 231 (96,7 %)
- Neznano: 8 (3,3 %)